# سبزه‌میدان (رشت)

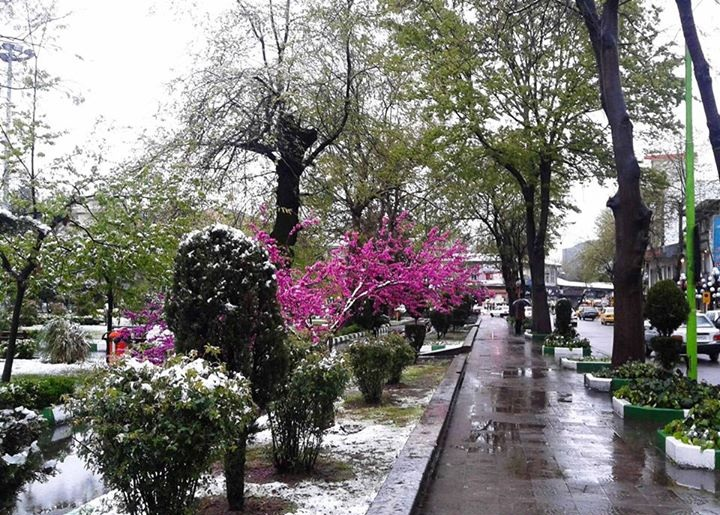
زمستان رشت در سبزه میدان

سبزه‌میدان نام میدانی قدیمی در رشت است که در نزدیکی میدان شهرداری این شهر قرار دارد. این میدان به وسیله خیابان علم الهدی به میدان شهرداری متصل میشود.
این میدان در زمان حکومت محمدولی خان تنکابنی در زمان سلطنت ناصرالدین شاه قاجار بازسازی و بهسازی شد و از همان زمان گردشگاه عمومی شد. نام این میدان پیش از انقلاب اسلامی به نام شهبانو فرح پهلوی، پارک فرح نامگذاری گردید.
امروزه دارای فضای سبز، کتابخانه عمومی و تندیس‌هایی از مشاهیر گیلان شیون فومنی، پروفسورفضل‌الله رضا، دکتر محمود بهزاد، پروفسور مجید سمیعی و پروفسور حسن اکبرزاده می‌باشد.